# Condado de San Miguel de Castellar
El condado de San Miguel de Castellar es un título nobiliario español creado por Real Decreto el 16 de junio de 1707 por el Archiduque pretendiente Carlos de Austria, con la denominación de "conde de Castellar" a favor de Francisco Amat Planella y de Granalosa, noble del Principado de Cataluña.
Este título fue rehabilitado, en 1923, por el rey Alfonso XIII a favor de Joaquín de Vilallonga y Cárcer, con la denominación de "conde de San Miguel de Castellar" por haber otro título con la denominación de "conde de Castellar".

## Condes de San Miguel de Castellar
|                                                        | Titular                                                | Periodo                                                |
| Creación por Archiduque pretendiente Carlos de Austria | Creación por Archiduque pretendiente Carlos de Austria | Creación por Archiduque pretendiente Carlos de Austria |
| ------------------------------------------------------ | ------------------------------------------------------ | ------------------------------------------------------ |
| I                                                      | Francisco Amat Planella y de Granalosa                 | 1707                                                   |
| Rehabilitación por Alfonso XIII                        |                                                        |                                                        |
| II                                                     | Joaquín de Vilallonga y Cárcer                         | 1923-1970                                              |
| III                                                    | Juan Joaquín de Vilallonga y Girona                    | 1970-2019                                              |
| IV                                                     | Joaquín de Vilallonga Font                             | 2019                                                   |

## Historia de los condes de San Miguel de Castellar
- Francisco Amat Planella y de Granalosa, I conde de San Miguel de Castellar, (con la denominación originaria de conde de Castellar).

Rehabilitado en 1923 por Alfonso XIII a favor de:
- Joaquín de Vilallonga y Cárcer, II conde de San Miguel de Castellar (nueva denominación), hijo de Luis de Vilallonga y Sentmenat, y de María de los Dolores de Cárcer y de Ros (1867-1939), VII marquesa de Castellbell, VII marquesa de Castellmeyá, VI baronesa de Maldá y Maldanell.

1. Casó con Isabel Girona y Villavechia. Le sucedió su hijo:

- Juan Joaquín de Vilallonga y Girona, III conde de San Miguel de Castellar.

- Joaquín de Vilallonga Font, IV conde de San Miguel de Castellar.